# Diócesis de Tete
La diócesis de Tete (en latín: Dioecesis Tetien(sis) y en portugués: Diocese de Tete) es una circunscripción eclesiástica latina de la Iglesia católica en Mozambique, sufragánea de la arquidiócesis de Beira. La diócesis tiene al obispo Diamantino Guapo Antunes, I.M.C. como su ordinario desde el 22 de marzo de 2019.

## Territorio y organización
La diócesis tiene 100 715 km² y extiende su jurisdicción sobre los fieles católicos de rito latino residentes en la provincia de Tete. 
La sede de la diócesis se encuentra en la ciudad de Tete, en donde se halla la Catedral de Santiago el Mayor.
En 2020 en la diócesis existían 29 parroquias.

## Historia
La diócesis fue erigida el 6 de mayo de 1962 mediante la bula Quae verba del papa Juan XXIII, obteniendo el territorio (distrito de Tete de la provincia portuguesa de Mozambique) de la diócesis de Beira (hoy arquidiócesis).
El 25 de junio de 1975 Mozambique obtuvo la independencia de Portugal y en 1978 el distrito de Tete pasó a ser la provincia de Tete.
Originalmente sufragánea de la arquidiócesis de Lourenço Marques (hoy arquidiócesis de Maputo), el 4 de junio de 1984 pasó a formar parte de la provincia eclesiástica de Beira.

## Estadísticas
De acuerdo al Anuario Pontificio 2021 la diócesis tenía a fines de 2020 un total de 324 415 fieles bautizados.
| Año                                                                             | Población            | Población | Población      | Sacerdotes | Sacerdotes    | Sacerdotes    | Bautizados por sacerdote | Diáconos permanentes | Religiosos | Religiosos | Parroquias |
| Año                                                                             | Bautizados católicos | Total     | % de católicos | Total      | Clero secular | Clero regular | Bautizados por sacerdote | Diáconos permanentes | Varones    | Mujeres    | Parroquias |
| ------------------------------------------------------------------------------- | -------------------- | --------- | -------------- | ---------- | ------------- | ------------- | ------------------------ | -------------------- | ---------- | ---------- | ---------- |
| 1969                                                                            | 85 036               | 545 487   | 15.6           | 54         | 3             | 51            | 1574                     |                      | 79         | 72         | 17         |
| 1980                                                                            | 112 000              | 639 000   | 17.5           | 18         | 1             | 17            | 6222                     |                      | 25         | 48         | 26         |
| 1990                                                                            | 124 000              | 918 000   | 13.5           | 12         | 1             | 11            | 10 333                   |                      | 16         | 36         | 25         |
| 1999                                                                            | 237 460              | 1 200 000 | 19.8           | 25         | 7             | 18            | 9498                     |                      | 22         | 54         | 25         |
| 2000                                                                            | 237 500              | 1 200 000 | 19.8           | 24         | 7             | 17            | 9895                     |                      | 21         | 54         | 25         |
| 2001                                                                            | 238 000              | 1 210 000 | 19.7           | 21         | 6             | 15            | 11 333                   |                      | 19         | 45         | 25         |
| 2002                                                                            | 239 000              | 1 210 000 | 19.8           | 23         | 5             | 18            | 10 391                   |                      | 24         | 47         | 25         |
| 2003                                                                            | 240 000              | 1 210 000 | 19.8           | 23         | 4             | 19            | 10 434                   |                      | 21         | 52         | 25         |
| 2004                                                                            | 245 000              | 1 210 000 | 20.2           | 23         | 3             | 20            | 10 652                   |                      | 25         | 53         | 26         |
| 2010                                                                            | 267 492              | 1 593 258 | 16.8           | 36         | 5             | 31            | 7430                     |                      | 35         | 55         | 26         |
| 2014                                                                            | 274 501              | 1 784 967 | 15.4           | 33         | 7             | 26            | 8318                     |                      | 30         | 58         | 27         |
| 2017                                                                            | 292 352              | 1 935 200 | 15.1           | 46         | 13            | 33            | 6355                     |                      | 38         | 59         | 29         |
| 2020                                                                            | 324 415              | 2 147 820 | 15.1           | 47         | 10            | 37            | 6902                     |                      | 43         | 56         | 29         |
| Fuente: Catholic-Hierarchy, que a su vez toma los datos del Anuario Pontificio. |                      |           |                |            |               |               |                          |                      |            |            |            |

## Episcopologio
- Félix Niza Ribeiro † (20 de diciembre de 1962-19 de febrero de 1972 nombrado obispo de João Belo)
- Augusto César Alves Ferreira da Silva, C.M. (19 de febrero de 1972-31 de mayo de 1976 renunció)
- Paulo Mandlate, S.S.S. † (31 de mayo de 1976-18 de abril de 2009 retirado)
- Inácio Saúre, I.M.C. (12 de abril de 2011-11 de abril de 2017 nombrado arzobispo de Nampula)
  - Sandro Faedi, I.M.C. (11 de abril de 2017-22 de marzo de 2019) (administrador apostólico)
- Diamantino Guapo Antunes, I.M.C., desde el 22 de marzo de 2019